# Vert de cobalt

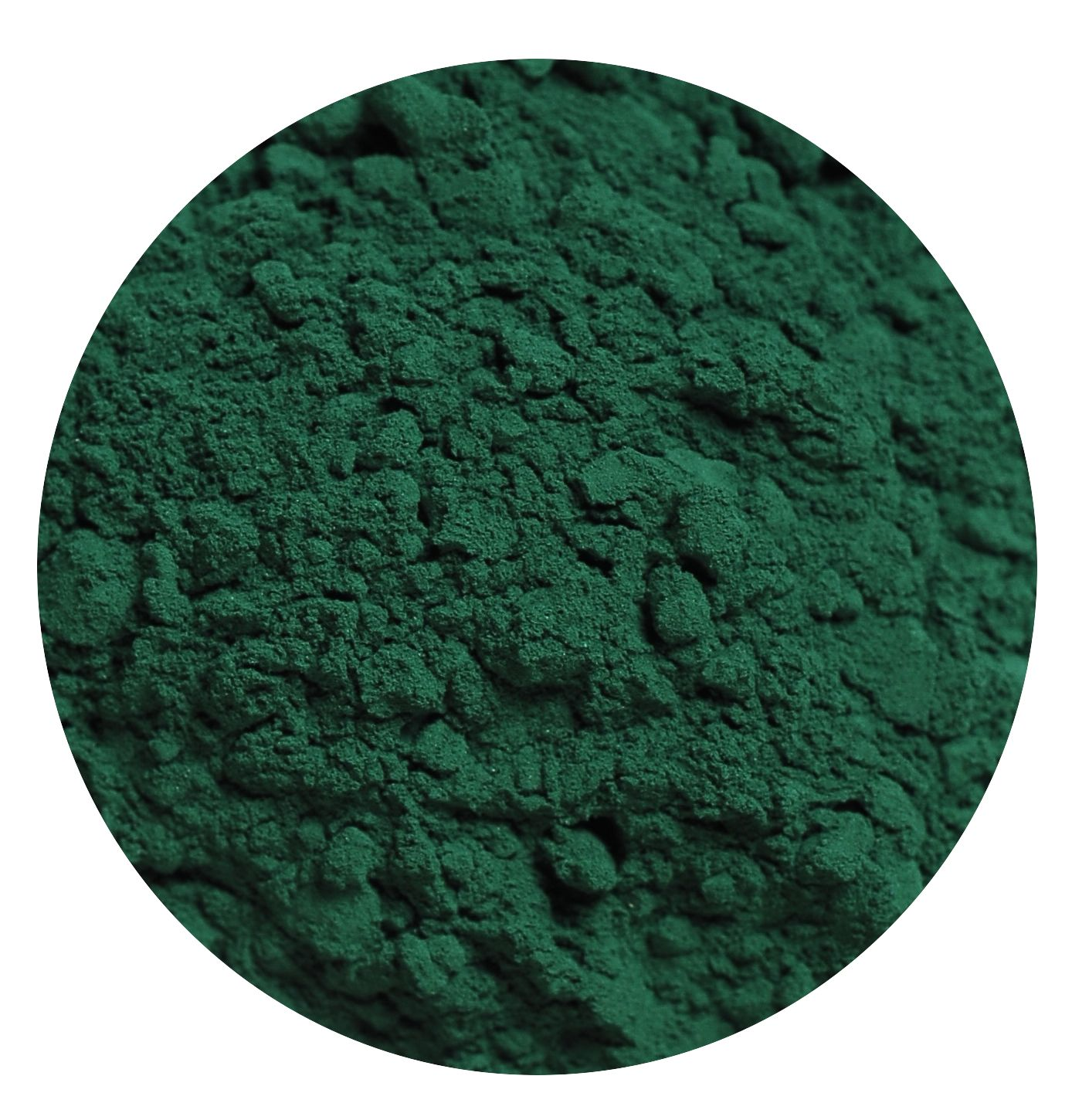
Pigment vert de cobalt

Le vert de cobalt (Colour Index PG19) est un pigment minéral de synthèse apparu à la fin du XVIIIe siècle. 
Il s'agit d'une combinaison d'oxyde de cobalt et d'oxyde de zinc, qui ne peuvent être séparés physiquement. Sa teinte verte est légèrement bleutée et peu saturée. Elle est d'autant plus jaune que la teneur en oxyde de zinc est élevée (PRV3).

## Histoire
Le vert de cobalt est apparu en 1780, mis au point par le chimiste suédois S.Rinmann.  
Selon Jacques Blockx (Compendium) : "L'inventeur Rinmann l'obtenait en précipitant une solution d'azotate de cobalt et d'azotate de zinc par le carbonate de potasse et en calcinant le précipité à la température voulue. Ce procédé a été modifié parce qu'il donnait un produit de qualité inférieure. Actuellement, les meilleurs verts de cobalt se préparent en calcinant un mélange d'oxyde de zinc et d'azotate ou de sulfate de cobalt en proportions variables, selon la teinte que l'on veut donner à la couleur". 
Edouard Manet s'en serait servi dans son célèbre Déjeuner sur l'herbe (1863, Musée d'Orsay)

## Caractéristiques
Le vert de cobalt est un vert très stable. Il est conseillé par Xavier de Langlais et peut être utilisé dans toutes les techniques. Jacques Blockx (Compendium) en revanche le dénigre car selon lui "en mélangeant de l'outremer et un peu de noir de vigne avec du vert émeraude, on obtient une teinte fixe analogue mais bien plus belle". 
Sa teinte est pourtant très belle, naturelle et délicate, ce qui le rend particulièrement adéquat pour les paysages. On le trouve en deux teintes : clair ou foncé. 
Il s'agit d'un pigment cher, car comportant du cobalt. D'où la préférence souvent du vert de cobalt titane (PG50), une combinaison d'oxyde mixtes (cobalt, titane, zinc ou lithium), d'un vert plus franc et opaque mais moins subtil. 
Son autre défaut est son faible pouvoir teintant qui le rend peu économique. Mieux vaut donc l'utiliser pur.

## Variantes
Au début du XIXe siècle, on a vendu sous le nom de vert de cobalt des pigments qui étaient en réalité des mélanges de jaune de cobalt et de bleu de cobalt (PRV3).
Sous le nom de vert de cobalt, on peut aussi trouver :
- vert de cobalt titane (PG50), qui remplace parfois le vert de cobalt clair.
- vert de chromite de cobalt (PG26), qui remplace parfois le vert de cobalt foncé.